# Курилиха (Палехский район)
Кури́лиха — деревня в Палехском районе Ивановской области. Входит в Пеньковское сельское поселение.

## География
Находится в 15,2 км к востоку от Палеха (16,4 км по автодорогам). Рядом проходит трасса Р152 (участок Палех — Заволжье).

## Население
| 1859 | 1905 | 2010 |
| ---- | ---- | ---- |
| 155  | ↘123 | ↘2   |